# Mort Mills
Mort Mills, född Mortimer Morris Kaplan 11 januari 1919 i New York, död 6 juni 1993 i Ventura i Kalifornien, var en amerikansk skådespelare. Några av Mills mer kända roller var som Al Schwartz i En djävulsk fälla (1958), som polisman i Psycho (1960) och som spion/lantbrukare i En läcka i ridån (1966).